# 213770 Fignon
213770 Fignon è un asteroide della fascia principale. Scoperto nel 2003, presenta un'orbita caratterizzata da un semiasse maggiore pari a 2,9725447 UA e da un'eccentricità di 0,1632500, inclinata di 7,81953° rispetto all'eclittica.